# Lang Lang (pianist)
Lang Lang (kinesisk: 郎朗) (14. juni 1982 i Shenyang, Liaoning, Kina) er en kinesisk koncertpianist, som bor i New York. Han er kendt i Europa og Nordamerika for sine koncerter. Lang Langs far Lang Guolen (kinesisk: 郎国任) spiller det kinesiske instrument Erhu.
I en alder af to år så Lang Lang Tom and Jerrys "Kattekoncerten" med Franz Liszts Ungarske Rapsodi Nr. 2. Ifølge Lang Lang var det hans første kontakt med vestlig musik, og det motiverede ham til at lære at spille klaver. Tre år gammel begyndte han undervisning hos professor Zhu Ya-Fen. I femårsalderen vandt Lang Lang førstepladsen ved Shenyangs Pianokonkurrence og gav sin første offentlige koncert. Lang Lang blev optaget på konservatoriet og studerede under professor Zhao Ping-Guo.
I 1993 vandt Lang Lang Xing Hai Cup Pianokonkurrencen i Beijing. Han fik også førsteprisen for fremragende artistisk udførelse ved den 4. Internationale Konkurrence for Unge Pianister i Ettlingen i Tyskland. Året efter, som 13-årig, spillede han Op. 10 and Op. 25 étuderne af Frédéric Chopin i Beijings Koncertsal. Samme år vandt han førstepladsen ved den Internationale Tjajkovskij Konkurrence for Unge Musikere i Japan, hvor han spillede Chopins Klaverkoncert nr. 2 med Moskvas Filharmoniske Orkester i en koncert sendt i TV af NHK. I en alder af 14 år spillede han solo ved Kinas Nationale Symfoniorkesters indvielseskoncert, der blev sendt i TV af China Central Television.